# Будинок садибний (Глухів)
Будинок садибний — будівля початку XIX століття, пам'ятка архітектури місцевого значення (охоронний № 334-См). Розташований біля північної межі історичного центру міста Глухова Сумської області на території національного заповідника на вулиці Терещенків біля стадіону.

## Історія
Одноповерховий дворянський садибний будинок разом з іншими будівлями садиби було зведено на початку XIX століття за типовим проєктом 1805—1809 років на кошти купця та колишнього Глухівського міського голови Тараса Колченка. У 1848 році Приказ суспільного догляду орендував на 25 років за ціною 300 рублів на рік два будинки в цій садибі для розміщення богадільні та лікарні. До цього вони розміщувалися у садибі в центрі Глухова, пожертвуваній одним благодійником. З плином років їх стан погіршився і вони були продані Приказом на знесення. Лікарня та богадільня, як правило, поєднувалися через низький рівень організації тодішнього лікування. Амбулаторного, ліжкового лікування, по суті, на той час не було взагалі. До цих лікарень зверталися коли вже людина перебувала при смерті і доживала свої дні у богадільні.
Після започаткування земської реформи, з січня 1865 року Глухівська міська лікарня перейшли у підпорядкування Глухівському повітовому земству. А богадільня, як губернська установа, перейшла в підпорядкування Чернігівського губернського земства. Деякий час земські лікарні користувалися коштами уряду, але на засіданні Губернських земських зібрань 13 грудня 1866 року було вирішено передати лікарні під самостійне управління повітових земств, без жодної допомоги із державного бюджету, таким чином, залишивши всі земські лікарні губернії виключно на утриманні земств. У той же час, не можна було скорочувати штатний розпис установи. Також земство мало «вживати заходів» до поширення віспощеплення. Для виконання цих функцій земствам були передані капітали приказів суспільного догляду та губернські «віспові капітали».
Становище повітової лікарні було найпримітивнішим: практично не було медичного персоналу та відчувалася гостра нестача інструментів та медикаментів. В одному приміщенні нерідко перебували на лікуванні сифілітики, нехірургічні і навіть душевнохворі. Також заразні лежали серед незаразних, чисті оперативні — поряд із гнійними хворими. Так звана шпитальна гангрена була повсюдним лихом.
Посаду завідувача земської лікарні ще з 1850-х років продовжував обіймати міський лікар Ігнатій (Адам) Іванович Неводничанський. Він опікувався одночасно і лікарнею, і богадільнею.
Після 1865 року лікарня перебувала все в тій же будівлі. Однак, тепер воно належало спадкоємцям полковника Плешкова і входило до комплексу будинків їх приватної садиби (на сьогодні ці приміщення займає ВСП «Глухівський агротехнічний фаховий коледж СНАУ»). У цій же садибі розміщувалися богадільня, казарми та лазарет 21-го резервного батальйону 19-го Костромського полку, а також інші орендарі. Термін найму будинку, в якому розміщувалася лікарня, закінчувався 10 жовтня 1873 року.
Бюджет Глухівської земської лікарні складався з одержання субвенцій з військового та цивільного відомств. Для лікування військових хворих плата відпускалася інтендантством за таксою, яка щорічно затверджувалася на всю губернію, і надходила у розпорядження Чернігівської губернської земської управи. Далі кошти перераховувалися Глухівській повітовій земській управі з розрахунку вартості утримання у цій конкретній лікарні кожного хворого. Надлишки коштів після такого розподілу становили прибуток всіх лікарень губернії та ділилися у рівних частках між усіма лікарнями. Плата за цивільних хворих залишалася у бюджеті Глухівської земської лікарні. За штатом глухівська лікарня мала 25 ліжок, але кількість хворих завжди перевищувала ці цифри. Передбачалося наявність чотирьох ліжок для лікування бідних хворих. Богадільня мала 32 місця. У 1868 році більшість хворих у Глухівській земській лікарні були з числа військових. По тарифу на цей рік на їх лікування щодоби відпускалося 46 коп. на кожного. Розмір оплати за цивільних хворих, встановлений повітовим земським зібранням, становив 17 коп. на добу. Реальна вартість утримання одного хворого становила 30 коп. Тобто, утримання 1 хворого на добу, з військових був надлишок, а з цивільних хворих, навпаки, збиток. Однак, фінансування військових хворих інтендантським управлінням, надходили не в повній мірі та зі значними затримками. Тому, земству доводилося дофінансовувати утримання лікарні не лише для лікування цивільних, але й військових.
Також Глухівське земством виконувало соціальні функції лікуючі бідняків, які, страждали на тяжкі хвороби та не мали змогу лікуватися за кошти. Утім, за лікуванням хворих на дарових ліжках проводилося з найсуворішим контролем.
Зокрема, з 1 вересня 1867 року до 1 вересня 1868 року послугами Глухівської земської лікарні скористалося 444 пацієнти, з них 379 одужало, а 43 померло. Вартість лікування за цей період склало 4592 крб. 88 коп..
З 1869 року фінансове становище лікарні ще більш погіршилося. З цього року всі військові хворі почали лікуватися у спеціальному військовому лазареті 21-го резервного батальйону, що квартирував у Глухові.
Земська лікарня, яка насамперед утримувалася за лікування військових, втратила значне джерело прибутку. У земській лікарні лікувалися тепер лише цивільні хворі та арештанти. Плата за лікування цивільних хворих складала 5 руб. на місяць або ті ж 17 коп. на день, але насправді утримання 1 хворого коштувало вже до 9 руб. в місяць. До того ж, як і раніше, існували 4 безкоштовні ліжка для лікування бідних хворих, які не мали коштів сплатити ці 5 рублів. За такої заниженої плати дійсної вартості утримання 1 хворого Глухівська повітова управа була змушена покривати дефіцит бюджету лікарні за рахунок запасного Земського капіталу. До 1 вересня 1870 року борг лікарні виріс до 2880 руб. Земська Управа намагалася ліквідувати борг лікарні за рахунок прибутків від розробки порцелянової глини.
Стан приміщення лікарні за чверть століття інтенсивного використання неухильно погіршувався. Наприклад, не вистачало приміщень, зокрема, для повноцінного функціонування жіночого відділення. Як і раніше не були розподілені хворі за видами їх захворювань. Для дотримання мінімальних гігієнічних умов повітова управа для освіження будівлі лікарні, у літній час регулярно переводила хворих до інших, тимчасових приміщення, щоб стіни лікарні очистити до штукатурки, і потім їх білили з домішкою карболової кислоти. Але всі ці маніпуляції не рятували від нездорового та неприємного запаху.
Також для перебування хворих не вистачало одягу, взуття, білизни та медичних інструментів. З часу передачі лікарні до фінансування земством купівля речей, за дефіцити бюджету закладу, майже не провадилася.
Завідувач лікарні та богадільні лікар Неводничанський велику частину дня проводив у стінах лікарні. Окрім огляду хворих, перев'язки ран та виразок йому також доводилося займатися складанням та роздаванням ліків. Він також проводив усі хірургічні операції. Деякі інструменти та апарати (наприклад, мікроскоп, електрична машина, 2 пульверизатора, спринцівка для підшкірного впорскування тощо) були власністю не лікарні, яка просто не мала коштів на їх придбання, а особистою власністю лікаря Неводницького. Утім, лікар, за відсутністю обладнання був змушений використовувати для лікування хворих свої власні інструменти. Земська управа власним коштом намагалася здійснювати купівлю білизни для лікарні, тому що колишнє за старістю вже ставало непридатним, але коштів не вистачало і на це.
До осені 1871 року земська управа підготувала пропозицію про купівлю на Києво-Московській вулиці садибного місця з недобудованими будинками у потомственного дворянина Ніколи Терещенка для розміщення прогімназії, лікарні та богадільні. Призначена у цій справі комісія погодилася з доводами земської управи та прийшла до твердого переконанню, що земству слід використати всі наявні кошти для придбання садибного місця та споруд, пропонованих Ніколою Терещенком, який запропонував за це місце з спорудами ціну в 30 тисяч рублів сріблом. На думку комісії, ця сума була більш ніж помірна. З іншого боку, Нікола Терещенко погодився на відтермінування оплати вартості. У жовтні 1871 року під час здійснення купчої Терещенко мав отримати 15 тис. рублів. Через рік, у жовтні 1872 року земство мало виплатити Терещенку ще 5 тис. руб. та аналогічні суми у жовтні 1873 та 1874 років. Утім сторони домовилися оплату 1872 року ще відтермінувати ще на рік. Це було обумовлено тим, що обидві будівлі маєтку, який купляло земство, не було ще добудовано і тягар добудови лягав на бюджет земства. Так, будівля для розміщення прогімназії (нині — центральний корпус Глухівського національного педагогічного університету імені Олександра Довженка) потрібно було добудувати, а будинок для розміщення лікарні та богадільні (нині — перший корпус університету) мав лише фундамент і потребував повноцінного будівництва. Суму початкового внеску було вирішено відрахувати з коштів земства із запасного капіталу. Після здійснення купчого акту на цей маєток земська управа негайно (у лютому 1872 року) приступила до остаточного облаштування головного будинку з пристосуванням його під приміщення Глухівської чоловічої прогімназії та інших повітових земських установ. На ці роботи управою було виділено 10 тис. рублів. Також із запасного капіталу було виділено 10 тис. рублів на зведення будівлі для розміщення лікарні та богадільні. Було складено та схвалено план лікарняної будівлі. Також вирішіли скористатися для його зведення вже наявними фундаментами. Архітектором Гроссом були складені плани та креслення для будівлі богадільні, лікарні та приміщення для наглядача цього закладу, які мали бути побудовані на садибі, придбаної у Ніколи Терещенка, і кошторис для будівництва.
Весною 1872 року приступили до зведенню будівлі для Земської лікарні.
Тим часом, бюджет лікарні вже мав борг 2 тис. руб., а на поточні витрати та її утримання грошей не було взагалі. Тому із запасного капіталу було виділено на утримання лікарні ще 1 тис. рублів. Надалі цей борг з кожним роком збільшувався ще на кілька тисяч щорічно. На утримання лікарні не асигнувалося жодної певної суми, а утримувалася воно за рахунок плати, що сплачували за лікування хворі. Більшість хворих становили бідні селяни, які не мали можливості сплатити встановлену плату 5 крб. в місяць. Також вартість утримання кожного хворого коштувало набагато більше і воно зростало, а обов'язкове безкоштовне лікування сифілісу хоч і було корисним заходом, але водночас збільшувало дефіцит бюджету. Земство клопотало про отримання допомоги на лікарню з так званого центрального капіталу міністерства внутрішніх справ та капіталу громадської опіки, що перебував у віданні губернського земського зібрання, але в обидвох випадках земству було відмовлено.
До того ж, 1872 року в Глухові з'явилася холера занесена богомольцями з Києва і хворі на неї були поміщені в Земську лікарню, після чого хвороба виявилася і в казармах резервного батальйону, які розміщалися по сусідству з лікарнею. Міська управа ухвалила рішення до наявних 25 місць у земській лікарні додати декілька ліжок та відкрити додаткове приміщення у манежі 21-го резервного батальйону по Путивльській вулиці.
Через відсутність грошей у земства для закінчення будівництва та оздоблення нової будівлі Глухівської лікарні діюча лікарня залишилася в старому приміщенні. Також, фахівці повітової управи не знайшли в місті відповідних приміщень для переїзду. Від так, контракт на наймання будинків спадкоємців Плешкова було продовжено ще на два роки із правом продовжити термін найму до 5 років. Причому розмір плати зріс більш ніж удвічі. За найм обидвох будівель тепер сплачувалося 1400 рублів на рік (300 руб. за будівлю богадільні з бюджету Чернігівського губернського земства та 1100 руб. за будівлю лікарні з бюджету Глухівського повітового земства).
У 1873 році Глухів відвідали міністр народної просвіти Д. А. Толстой та опікун Київського навчального округу. Голова Земських Зборів І. А. Маркович, голова Земського управління Ф. Д. Красовський та міський голова Н. А. Терещенко звернули увагу високих відвідувачів на користь обрання Глухова пунктом для заснування вчительського інституту. Земство та Міське товариство підтримало цю ініціативу. З боку земства для цієї мети було запропоновано недобудованим будинок по сусідству з будинком прогімназії, що призначався для розміщення земської лікарні. Ця пропозиція була прийнята, і в 1874 році в Глухові був заснований учительський інститут, який перші два роки, поки добудовувалася і оброблялася будівля для його розміщення, працював у приміщеннях прогімназії.
Таким чином Глухівське земство, з одного боку, позбавилося не зовсім бажаного розміщення земської лікарні по сусідству з прогімназією, позбавилося від необхідності добудовувати цей будинок, на що коштів у земства на той момент не було (ці обов'язки тепер лягли на міністерство народної освіти), а також отримало від того ж міністерства 10 тис. рублів, раніше витрачених земством на будівництво стін будинку, що відійшов під розміщення учительського інституту.
З іншого боку, перед Глухівським земством все гостріше стояло питання про пошук нової будівлі для переїзду земської лікарні, бо умови оренди займаного лікарнею приміщення спадкоємців Плешкова були не вигідні земству, а терміни оренди були не безмежні, і саме приміщення давно не відповідало жодним медичним нормам .
Після деякої паузи Глухівське земство знову ухвалило рішення про будівництво власного приміщення з усіма необхідними павільйонами та службами, яке б належало земству та розташовувалося на землі земства. Це б дало можливість уникнути збитковості оренди.
У вересні 1874 року були придбані сусідні один до одного 4 садибні місця для спорудження будинків під розміщення богадільні, лікарні та заарештованих за вироками мирових суддів. Ці ділянки за гігієнічними умовами та розташуванням були визнані відповідними для зведення зазначених будівель. Нова ділянка мала площу 3 десятини 173 сажні і раніше належала вдові колезького асесора Уляні Піскуновій та колезькому асесору Аристарху Мартиновському. Обійшлися Земству ділянки Піскунової в 1100 рублів, а Мартиновського — в 800 рублів. Ці ділянки знаходилися поблизу міста на високому місці на північний схід від знову проведеної Путивльської дороги, що доходила до Квасниківської вулиці, перетиналися нею і продовжувалися у бік околиці міста. Отримані земством землі розбивалися прокладеними дорогами на кілька окремих ділянок та дозволяли правильно розмістити всі потрібні споруди лікарні та богадільні.
Для здешевлення будівництва вирішили збудувати дерев'яні будівлі, щоб через деякий час, коли в приміщенні повітря заражається і з'являються міазми, шкідливі для здоров'я хворих, ці недорогі будівлі можна просто знести і звести нові.
Поки будівництво нової лікарні затягувалося в 1875 році для діючої земської лікарні придбали деякі речі (білизну, рушники, одяг) та хірургічні інструменти, але цієї кількості все одно було недостатньо. Основною ж проблемою, як і раніше, залишалося відсутність власного, причому зручного приміщення для розміщення лікарні.
У 1878 р. завідувачем лікарні працював все той же міський лікар Неводничанський. Річний бюджет земської лікарні складав 4952 крб. 81 коп. До цього часу будинок, який займала лікарня і богадільня, прийшов у повну непридатність. Нижній поверх лікарняного будинку був сирим та зовсім непридатним для перебування хворих. Утім, домовласник відмовлявся від проведення найнеобхіднішого ремонту. Від приміщення внутрішнього туалету по лікарні поширювався нестерпний сморід, що мав шкідливий вплив на здоров'я хворих та розвитку деяких хвороб. Виникла необхідність відмовитися від найму цього будинку. До дати закінчення терміну оренди будинку Плешкова земська управа доручила комісії підшукати для переїзду лікарні іншу відповідну будівлю та терміново приступити до заготівлі матеріалів для будівництва нової лікарні, не чекаючи вирішення питання щодо переведення богадільні. Для цього було виділено 4 тис. рублів, а у разі нестачі цієї суми було дозволено взяти позику у Глухівському міському громадському банку в розмірі ще 4 тис. руб..
Для тимчасового розміщення лікарні був найнятий інший кам'яний будинок спадкоємців полковника Плешкова, в тому ж дворі. Ця будівля також не відповідала вимогам, але інших варіантів був. Всі матеріали для будівництва нової будівлі лікарні були придбані з торгів за порівняно дешевою ціною. Плани та фасади проєктованої будівлі були складені Київським архітектором Миколаєвим за розрахунком на 25 ліжок чоловічих та 15 жіночих, причому бралося до уваги навіть поділ хворих за видами хвороб, згідно з вимогами лікарняного статуту.
Влітку 1878 року було розпочато будівництво будівлі чоловічої лікарні. До кінця року будинок було доведено до даху.
Тим часом, 1879 року, Чернігівське губернське земство вирішило клопотання Глухівської земської управи сприятливо — богадільня була залишена у Глухові. З цього часу богадільня вважалася Глухівською земською, а на її утримання Губернське земство виділяло 1800 рублів щорічно.
У вересні 1879 року на будівництво земської лікарні було виділено ще 10 тис. крб.. Одночасно розпочалися переговори із дворянином А. Г. Хоменком про продаж частини належної йому землі Глухівському земству для розміщення господарських будівель та квартири наглядача. 1881 року Хоменко дав згоду на продаж 363 квадратних саженів землі (мізерна частина від його величезного володіння) та Глухівська земська управа придбала цю землю за 300 руб.
До другої половини 1882 року було повністю збудовано будинок, що призначався для чоловічого відділення. У ньому тимчасово розмістили Богадільню (у нижньому поверсі), обидва «відділення» лікарні (у верхньому поверсі). З цього часу лікарем усіх Земських благодійних закладів став талановитий, але молодий та малодосвідчений лікар Яков Євграфович Тарасов. У 1885 році він добровільно пішов із цієї посади. На його місце Земство запросило лікаря, який раніше займав це місце, І. І. Неводничанського, але незабаром помер. Наступні кілька років лікарі при Земській лікарні регулярно змінювалися .
До 1884 року був побудований жіночий корпус (низ кам'яний, верх дерев'яний), кам'яна будівля для пральні та кухні, ще одна кам'яна будівля для квартири доглядача та земської аптеки та дерев'яне приміщення для померлих.
Після переїзду з цієї будівлі земської лікарні в ньому та в сусідніх будинках садиби нащадків шляхтича Пешкова розташовувалися різні служби 19-го Костромського піхотного полку (до 1892 року). На думку історика Сергія Єсюніна в ньому розміщувався штаб полку. Він вважає, що будинок побудований у 1862 році. Неподалік від штабу розміщались полкові казарми. Після того, як полк покинув Глухів, ці казарми викупив цукрозаводчик Нікола Терещенко та переобладнав під навчальний корпус ремісничого училища, відкритого 1899 року (нині - навчальний корпус № 1 Глухівського агротехнічного фахового коледжу СНАУ).
Зокрема, у 1970-х роках тут розміщувався Глухівський краєзнавчий музей, пізніше — художні майстерні. В другій половині 1990-х років будинок було приватизовано. Наразі він не використовується.

## Опис
Дворянський мурований одноповерховий садибний будинок зведений за типовим проектом 1805—1809 років. Власника будинку не встановлено. Розташований біля північної межі історичного середмістя на території заповідника по вулиці Терещенків (колишній Шосткинський та Леніна), до якої звернений причілком. Розташований поряд з будинком ремісничого училища імені М. Терещенка та з сучасним стадіоном. За композиційним значенням є рядовим об'єктом, що формує забудову вулиці.
Будинок прямокутний у плані, з ризалітом на вісі північного та західного фасаду. Головний вхід первісно був на південному фасаді. Розпланування анфіладне: капітальними внутрішніми стінами будинок поділено на шість кімнат. Будівля має цоколь, лапідарні площини стін без жодного декору, квадратовані вікна без облямувань. Вінчає будівлю простий карниз незначного виносу, оздоблений зубчиками.
Будинок не має підвалу. Підмурки цегляні стрічкові. Стіни муровано з цегли на вапняно-піщаному розчині, потиньковано і побілено. Перекриття плоскі, по дерев'яних балках. Вальмовий дах по дерев'яних кроквах укритий шифером.
Наприкінці XIX ст. було замуровано інтерколумнії південного портика, а на північному фасаді прибудовано прямокутного плану ризаліт. Протягом першої половини XX ст. частково знищено фасадний декор та змінено пропорції вікон. Відповідно, первісні класицистичні стильові риси значною мірою втрачені. У 1960-х роках південний портик зруйновано та вхід до будівлі перенесено на північний фасад. Незважаючи на перебудови і втрати, будинок зберіг свої об'єми та пропорції.
Будівля становить певну історико-архітектурну цінність як рідкісний в Глухові зразок класицистичного дворянського особняка початку ХІХ ст. Виявлений та досліджений Віктором Вечерським у 1984 році. Після цього будинок було включено до Зводу пам'яток історії та культури України (том «Сумська область»), а в 1998 році поставлено на державний облік як пам'ятку архітектури місцевого значення з охоронним № 344-См.